# Arrondissement de Mettmann (1861-1929)
L'arrondissement de Mettmann est un arrondissement prussien du district de Düsseldorf. Il existe d'abord de 1816 à 1820 dans la province de Juliers-Clèves-Berg puis de 1861 à 1929 dans la province de Rhénanie.

## Histoire

### L'arrondissement de Mettmann de 1816 à 1820
Jusqu'en 1813, la région fait partie du grand-duché de Berg fondé en 1806 par le beau-frère de Napoléon, Joachim Murat, succédant au bureau bergois de Mettmann (de). Après la défaite militaire des Français à la bataille de Leipzig, ces derniers se retirent complètement du grand-duché en 1813. En 1814, le grand-duché passe temporairement sous l'administration prussienne en tant que gouvernement général de Berg et est finalement cédé à la Prusse lors du Congrès de Vienne en 1815. À la fin de 1813, la Prusse commence à développer et à introduire ses propres structures administratives pour le gouvernement général de Berg ; un processus qui s'achève en 1816 avec la formation du district de Düsseldorf et sa division en arrondissements.
Le nouveau arrondissement de Mettmann comprend les mairies de Haan (de), Hardenberg (de), Mettmann, Velbert (de) et Wülfrath (de), déjà créées à l'époque française, ainsi que Sonnborn, qui fait partie à l'origine de la mairie d'Elberfeld (de) et est maintenant attribué à la mairie de Haan,. Le 1er novembre 1820, l'arrondissement de Mettmann est dissous et incorporé à l'arrondissement d'Elberfeld (de), également fondé en 1816.

### L'arrondissement de Mettmann de 1861 à 1929
Le 1er juin 1861, Barmen et Elberfeld se séparent de l'arrondissement d'Elberfeld en tant que nouveaux arrondissements urbains. Dans le même temps, un nouveau arrondissement de Mettmann, dont le siège se trouve dans la ville de Mettmann, est formé à partir de la partie restante de l'arrondissement d'Elberfeld. Le nouveau arrondissements de Mettmann comprend initialement treize villes et communes :  
| Mairie          | Villes et communes (1864)                                         |
| --------------- | ----------------------------------------------------------------- |
| Haan (de)       | Ellscheid, Gruiten, Haan, Millrath, Obgruiten, Schöller, Sonnborn |
| Hardenberg (de) | Hardenberg                                                        |
| Kronenberg (de) | Kronenberg (ville)                                                |
| Langenberg      | Langenberg (ville)                                                |
| Mettman         | Mettmann (ville)                                                  |
| Velbert (de)    | Velbert (ville)                                                   |
| Wülfrath (de)   | Wülfrath (ville)                                                  |

Dans la période qui suit, divers changements sont apportés à la structure administrative :
- En 1868, Sonnborn est élevé à sa propre mairie[5].
- Ellscheid est incorporé à Haan en 1876[6].
- Les autorités de l'arrondissement sont transférées à Sonnborn-Vohwinkel en 1877 en raison de meilleures conditions de circulation, sans que le nom de l'arrondissement ne soit changé.
- La commune d'Oberbonsfeld de l'arrondissement westphalien de Bochum (de) est incorporée à la ville de Langenberg en 1881[7].
- La partie orientale de la commune de Sonnborn avec la ville éponyme de Sonnborn est transférée en 1888 dans l'arrondissement urbain d'Elberfeld[8]. Depuis lors, la partie de la commune restant dans l'arrondissement de Mettmann forme la commune et la mairie de Vohwinkel[9].
- Le 1er avril 1894, les communes de Gruiten, Obgruiten, Millrath et Schöller sont détachées de la mairie de Haan et forment la nouvelle mairie de Gruiten (de). Au même moment, Obgruiten est intégré à Gruiten[10],[11].
- En 1897, la nouvelle mairie et la commune d'Heiligenhaus sont séparés de la ville de Velbert[12].
- En 1899, des parties de la commune de Hardenberg, également appelée Hardenberg-Neviges depuis la fin du XIXe siècle, sont transférées des quartiers de Dilldorf (de), Rottberg (de) et Voßnacken (de) à la commune de Kupferdreh dans l'arrondissement d'Essen [13]
- En 1919, Vohwinkel cède des parties de territoire à l'arrondissement urbain d'Elberfeld[14].
- Les communes d'Haan et Vohwinkel obtiennent le statut de ville en 1921.
- La commune d'Hardenberg-Neviges obtient le statut de ville en 1922[15].

Dans les années 1920, avant sa dissolution, l'arrondissement de Mettmann compte douze villes et communes :
| Mairie                  | Villes et communes (1927)   |
| ----------------------- | --------------------------- |
| Gruiten (de)            | Gruiten, Millrath, Schöller |
| Haan (de)               | Haan                        |
| Hardenberg-Neviges (de) | Hardenberg-Neviges (ville)  |
| Heiligenhaus            | Heiligenhaus                |
| Kronenberg (de)         | Kronenberg (ville)          |
| Langenberg              | Langenberg (ville)          |
| Mettman                 | Mettmann (ville)            |
| Velbert (de)            | Velbert (ville)             |
| Vohwinkel               | Vohwinkel (ville)           |
| Wülfrath (de)           | Wülfrath (ville)            |

La mairie de Gruiten, composée de trois communes, est connue depuis 1928 sous le nom de bureau de Gruiten. La loi sur le redécoupage communal de la région industrielle de Rhénanie-Westphalie (de) du 1er août 1929, l'arrondissement est dissous à nouveau et de nombreuses frontières communes changent :
- Kronenberg est divisé entre les arrondissements urbains de Barmen-Elberfeld (plus tard Wuppertal) et Remscheid.
- Vohwinkel est incorporé dans l'arrondissement urbain de Barmen-Elberfeld.
- Haan, Wülfrath et Gruiten donnent des parties du territoire à Barmen-Elberfeld.
- Heiligenhaus donne des parties de territoire à l'arrondissement urbain d'Essen.
- Velbert est agrandi par une partie de la commune dissoute de Siebenhonnschaften de l'arrondissement d'Essen.
- Haan, Hardenberg-Neviges, Heiligenhaus, Langenberg, Mettmann, Velbert et Wülfrath ainsi que le bureau de Gruitens sont affectés au nouvel arrondissement de Düsseldorf-Mettmann (de).

L'arrondissement de Düsseldorf-Mettmann est redéfini en 1975 dans le cadre de la réforme des arrondissements de Rhénanie du Nord-Westphalie et renommé arrondissement de Mettmann. Il existe toujours sous ce nom aujourd'hui.

## Évolution de la démographie
| Année | Habitants | Source |
| ----- | --------- | ------ |
| 1816  | 0 25 509  | [ 17 ] |
|       |           |        |
| 1871  | 0 55 087  | [ 18 ] |
| 1880  | 0 64 382  | [ 18 ] |
| 1890  | 0 75 442  | [ 19 ] |
| 1900  | 0 92 489  | [ 19 ] |
| 1910  | 115 442   | [ 19 ] |
| 1925  | 125 310   | [ 19 ] |

## Politique

### Administrateurs de l'arrondissement de 1816 à 1820
- 1816–1817: Karl Cappe (de)
- 1817–1820: Franz Joseph von Ritz (de)
- 1817–9999: Carl Theodor von Seyssel d'Aix (de)

### Administrateurs de l'arrondissement de 1861 à 1929
- 1861–1872: Alexander von der Goltz (de)
- 1872–1876: Christoph von Tiedemann
- 1876–1877: Gisbert von Bonin
- 1877–1883: Ludolf von Estorff (de)
- 1883–1891: Hermann Roehrig (de)
- 1891–1904: Fritz von Scherenberg (de)
- 1904–1929: Walter zur Nieden (de)